# Montmaur-en-Diois
Montmaur-en-Diois ist eine Gemeinde im französischen Département Drôme in der Region Auvergne-Rhône-Alpes. Sie gehört zum Kanton Le Diois und zum Arrondissement Die.

## Geografie
Die Drôme bildet im Osten die Grenze zu Saint-Roman. Parallel zum Fließgewässer verläuft die Départementsstraße D93. Die weiteren Nachbargemeinden sind Aurel im Nordwesten, Aix-en-Diois im Norden, Barnave im Süden und Rimon-et-Savel im Westen.

## Bevölkerungsentwicklung
| Jahr                       | 1962 | 1968 | 1975 | 1982 | 1990 | 1999 | 2008 | 2018 |
| -------------------------- | ---- | ---- | ---- | ---- | ---- | ---- | ---- | ---- |
| Einwohner                  | 63   | 60   | 59   | 58   | 79   | 79   | 80   | 85   |
| Quellen: Cassini und INSEE |      |      |      |      |      |      |      |      |

## Wirtschaft
Montmaur-en-Diois liegt im Weinbaugebiet Châtillon-en-Diois, in dem unter anderem der Clairette de Die produziert wird.